# Arrondissement Cognac
Cognac is een arrondissement van het Franse departement Charente in de regio Nouvelle-Aquitaine. De onderprefectuur is Cognac.

## Kantons
Het arrondissement was tot 2014 samengesteld uit de volgende kantons:
- Kanton Baignes-Sainte-Radegonde
- Kanton Barbezieux-Saint-Hilaire
- Kanton Brossac
- Kanton Châteauneuf-sur-Charente
- Kanton Cognac-Nord
- Kanton Cognac-Sud
- Kanton Jarnac
- Kanton Segonzac
- Kanton Rouillac

Na de herindeling van de kantons bij decreet van 20 februari 2014, met uitwerking op 22 maart 2015 omvat het volgende kantons: 
- Kanton Charente-Champagne
- Kanton Charente-Sud ( deel : 29/40 )
- Kanton Cognac-1
- Kanton Cognac-2
- Kanton Jarnac
- Kanton Val de Nouère ( deel : 9/23 )